# Thoburnia atripinnis
Thoburnia atripinnis és una espècie de peix de la família dels catostòmids i de l'ordre dels cipriniformes.

## Morfologia
Pot assolir 17 cm de longitud total, encara que la seua mida normal és de 12,3.

## Reproducció
Té lloc a mitjan primavera.

## Alimentació
Tant els joves com els adults mengen larves d'insectes (quironòmids) i microcrustacis (cladòcers).

## Hàbitat
És un peix d'aigua dolça, demersal i de clima temperat (37°N-36°N).

## Distribució geogràfica
Es troba a Nord-amèrica: el riu Barren a la conca del riu Green (Kentucky i Tennessee, els Estats Units).

## Estat de conservació
Apareix a la Llista Vermella de la UICN.

## Observacions
És inofensiu per als humans i la seua longevitat és de 4 anys.